# Гусли
Гу́сли — русский народный струнный щипковый музыкальный  инструмент, в общем виде представляющий собой резонаторный корпус с натянутыми над ним 5—20 струнами, образующими диатонический звукоряд. Относятся к семейству цитр, гусли с игровым окном — к лирам.

## История
Первое предполагаемое свидетельство бытования гуслей относится к 591 году. Его автор, греческий историк Феофилакт Симокатта, рассказывает о трёх гонцах прибалтийских славян, бежавших от аварского хана во Фракию и взятых в плен греками:28-30. По словам историка, в руках у них были кифары (лиры), однако, по имеющимся сведениям, у древних славян не могло было быть каких-либо других музыкальных инструментов, похожих на кифары, кроме как гуслей:71. Правильность данного предположения подтверждается более поздними сведениями арабских писателей об инструментах славян юго-западной части нынешней России:28-30.
Название «гусли» встречается в письменных источниках с XI века. Этимологически оно связано со словами гусла — с древнерусского, означающего струна:40, и гудеть — звучать, играть на струнных музыкальных инструментах, в старину называвшихся гудебными сосудами (см. гудок, гусла).
В русском фольклоре (например в былинах об играющих на гуслях Садко, Добрыне Никитиче и Соловье Будимировиче) часто используются такие определения, как гусли звончатые и яровчатые, означающие инструмент с ярко и громко звучащими металлическими струнами (содержащими золото и медь), в отличие от гуслей со струнами из других материалов (кишок, льняного волокна, конского волоса):71. Яровчатыми называются струны и в историческом романе И. Ф. Наживина «Глаголют стяги» (1935). По другой версии, яровчатые — это видоизменённое слово яворчатые, то есть гусли из явора, разновидности клёна:18.

В живописи
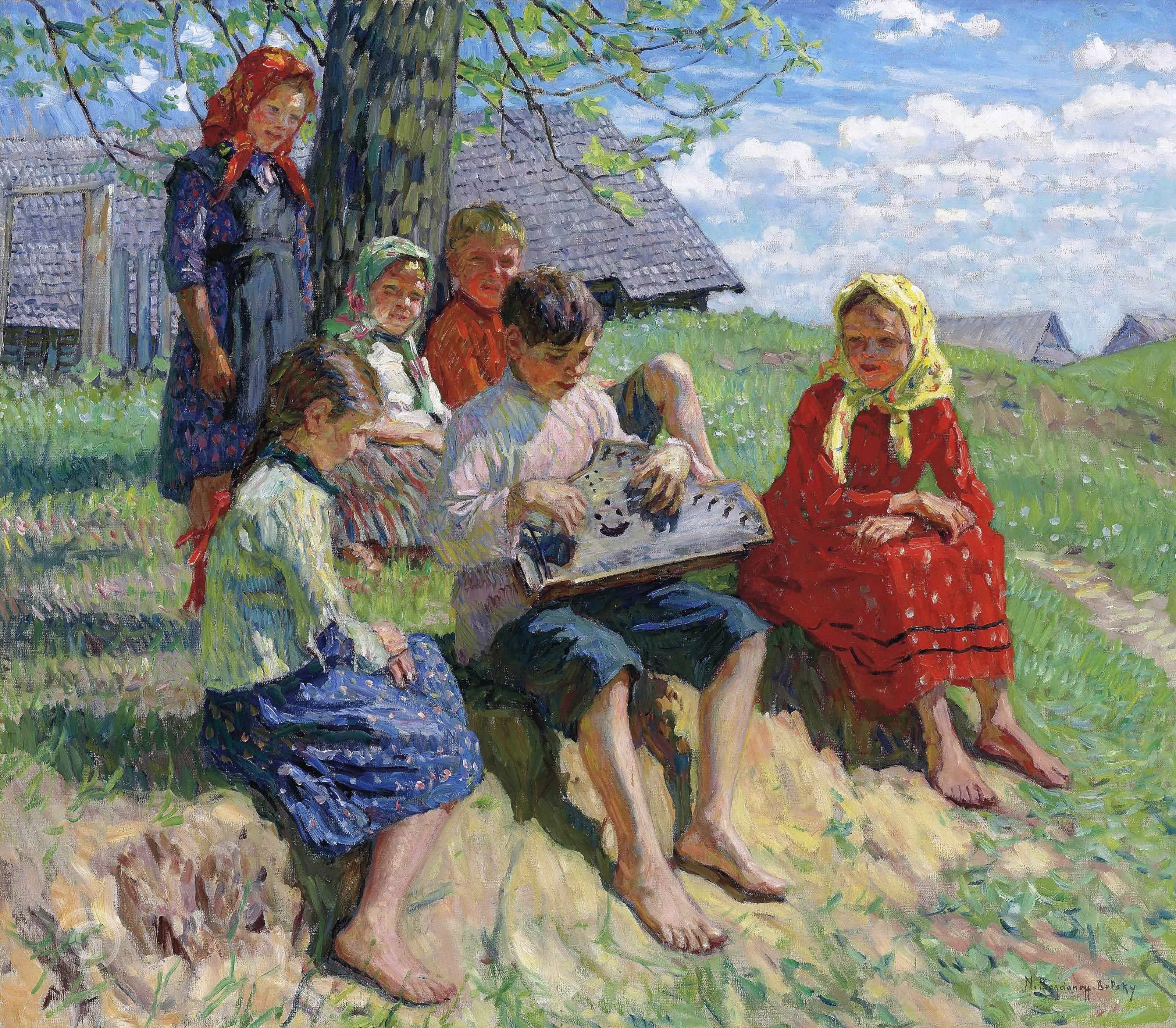
Концерт на гуслях Н.П. Богданов-Бельский (1868—1945)
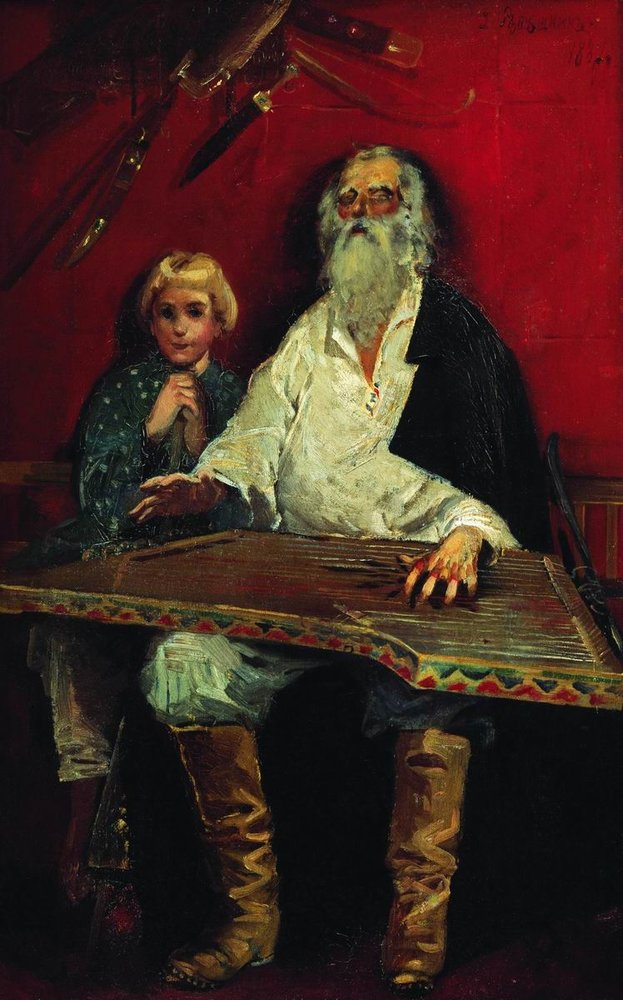
Слепой гусляр, поющий ста́ринку А.П. Рябушкин, 1887 г.
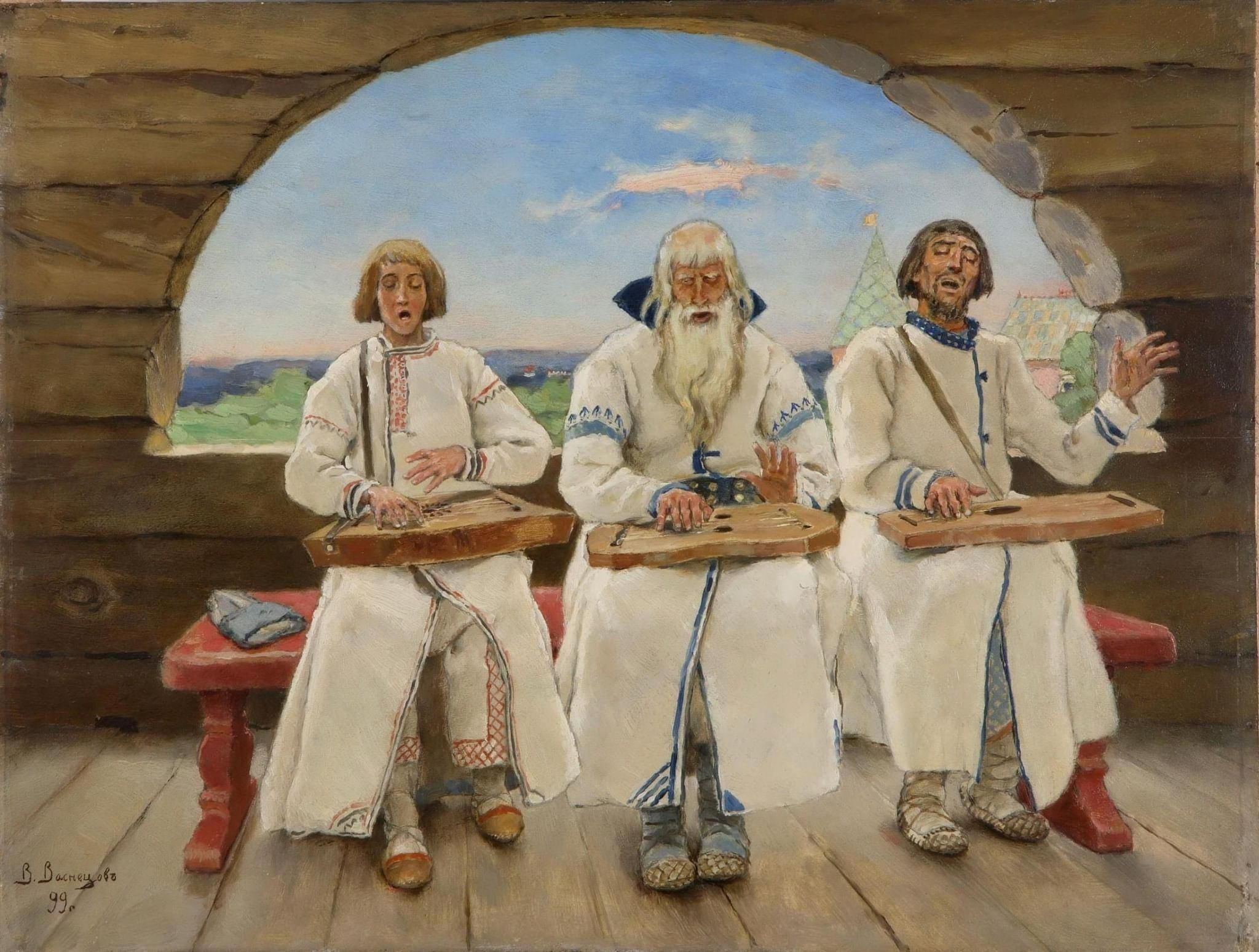
Гусляры В.М. Васнецов, 1899 г.

## Крыловидные гусли
Ещё до расселения славян во второй половине I тысячелетия населявшие Северо-Запад будущей России прибалтийско-финские и балтийские народы использовали кантелевидные гусли, на основе которых, вероятно, к концу I тысячелетия:365 сложился тип русских крыловидных гуслей:28-29. Своё название они получили по наличию открылка — лицевой части корпуса, выходящей за пределы резонаторной камеры и ряда колков. Появление этого характерного элемента, скорее всего, обусловлено развитием техники игры аккордами с бряцаньем (в основном для исполнения плясовых наигрышей), так как открылок создавал необходимую опору для левой руки музыканта при расположении гуслей на коленях в вертикальном или полунаклонном положении:23-24. Музыканты стран Балтии в большинстве случаев располагают инструмент на коленях горизонтально. Реалистичные изображения кантелевидных гуслей впервые обнаруживаются на ритуальных браслетах-наручах конца XII — начала XIII века, найденных в старорязанском кладе 1966 года (5-струнные) и киевском кладе 1903 года в Михайловском монастыре:360-361:8-9. На приграничных с северо-западом России территориях бытуют близкородственные инструменты: литовский канклес, латышский кокле, эстонский каннель и карело-финский кантеле.
Первый в истории реальный случай бытования крыловидных гуслей среди русского народа описан в книге А. С. Фаминцына «Гусли. Русский народный музыкальный инструмент» 1890 года. В ней рассказывается о 95-летнем крестьянине Трофиме Ананьеве из деревни Деева Горка Лужского уезда Санкт-Петербургской губернии, который к тому времени уже давно забросил игру на гуслях по причине их вытеснения более популярной гармонью. Оставшиеся у него гусли XVIII века, с отсутствующими струнами, были переданы в музей Санкт-Петербургской консерватории в 1889 году. Для восстановления строя инструмента, по указанию А. С. Фаминцына у Трофима было заказано изготовление новых гуслей. Они имели семь струн из тонкой медной проволоки одинаковой толщины и настраивались оригинальным образом: бурдон Ebм, F G A H C1 D. В присутствии профессора Г. А. Маренича Трофим продемонстрировал на них традиционную игру в одной позиции, состоящую из чередования мажорных трезвучий F и G, после чего эти гусли также были переданы в дар музею:68-72:78-83. На схеме ниже представлена последовательность аккордов наигрыша Трофима с той разницей, что у него звучат два мажорных трезвучия вместо обычного сочетания мажорного и минорного трезвучий.
Наибольшее распространение крыловидные гусли получили во Псковской и Новгородской области:28, где в ходе фольклорных экспедиций Ленинградской консерватории под руководством А. М. Мехнецова (1936—2008):110 в 1980—1990 годах были выявлены остатки традиционной гусельной игры. Один из примеров такой игры представлен в документальном фильме «Живые струны» (1984) с сюжетом про играющего на 9-струнных гуслях Сидора Михайлова (1904—1985) из старообрядческой деревни Авдоши Псковской области:61-62:гл.5. Другие видеоматериалы экспедиций Мехнецова 1989—1990 годов вместе с двумя его книгами изданы в 2009 году Фольклорно-этнографическим центром Санкт-Петербургской консерватории. В 2019 году Российским фольклорным союзом опубликована видеолекция с мастер-классом «Русские крыловидные гусли: история изучения», проведённая сотрудниками кафедры этномузыкологии Санкт-Петербургской консерватории Г. В. Лобковой и К. А. Мехнецовой.

### Описание
Длина корпуса 50—80 см, высота от 10 см у головки до 20—30 см на противоположном конце, толщина 4—5,5 см:69-70, толщина открылка 7—10 мм. Изготавливаются из цельного куска дерева с передней или задней накладной декой (долблёные). Толщина деки и донца резонаторного корытца 5—10 мм. Более современные образцы могут иметь рамную конструкцию с двумя накладными деками (клееные), на таких гуслях вместо открылка часто располагается вторая резонаторная камера:61-86. Струны натянуты веерообразно, от сужения на струнодержателе до расширения в области крепления к колкам. В игровом положении гуслей струны заходят на колки сверху. Их основное количество на древних гуслях 5—7, более поздних новгородских 6—9 (на детских может быть 3—4:48,60), псковских 9—11; известны псковские гусли с 12 и 17 струнами. Натягиваются на расстоянии 1—2 см от корпуса:97-101. Счёт начинается от самой низкой по звучанию струны.
Русские гусли настраиваются по ступеням миксолидийского лада (мажор с пониженной VII ступенью), расположенных по порядку от низких звуков к высоким. Высота настройки (тональность) может быть любой. В большинстве случаев высота звучания нижней тоники не превышает до первой октавы. Пример в тональности До: C1 D E F G A B C2 D и т. д. Первая ступень лада (тоника) находится на первой или второй струне. При игре наигрышей (аккордами) первая струна может быть настроена на кварту (2,5 тона, ноту G) или большую секунду (1 тон, ноту B) вниз от следующей за ней тоникой, реже на малую терцию (1,5 тона, ноту A):102:гл.3.2. Такая струна звучит постоянно (не заглушается) и называется бурдоном или баском. На 7—9 струнных гуслях вместе с крайней нижней струной бурдоном может выступать и крайняя верхняя струна:114. Традиция использования бурдона на псковских гуслях берёт своё начало с ранних этапов развития русской музыки:9.
Основной приём игры — бряцанье, удары правой рукой по струнам сверху и снизу:100. Левая рука при этом заглушает ненужные струны. Открытые струны образуют трезвучия и другие аккорды. На гуслях с семью и более струнами можно извлечь 3 мажорных (I, IV, VII ступеней) и 3 минорных (II, V, VI) трезвучия (см. на схеме). Также используется защипывание отдельных струн как правой, так и левой рукой, одновременно с глушением остальных. Основу традиционной техники на 5—9 струнных гуслях составляет так называемая «игра в одной позиции»:102,114, когда 3—4 пальца левой руки помещаются между соседними парами струн, и двигаясь в определённом порядке вверх и вниз открывают струны то мажорного то минорного трезвучия I и II ступени:22 (на 5-струнных гуслях вместо II аккорда звучат только два его тона). Как и бурдон, такое секундовое сопоставление аккордов характерно для древних форм музыкальной культуры:115 (см. примеры наигрышей на схеме).

## Лирообразные гусли

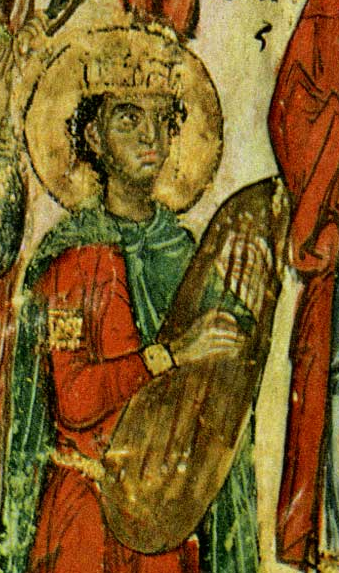
Музыкант, играющий на (предположительно) лирообразных гуслях, фрагмент миниатюры Симоновской псалтири (вторая половина XIII в., из собрания ГИМ)

Гусли с игровым окном XI—XIII веков обнаружены в Новгороде в 1967, 1969, 2013 годах:361-364. Одни из них найдены в 1975 году на Троицком раскопе и примечательны тем, что имеют вырезанную надпись «Словиша» (возможно означающую «Соловушка»:363-364) — имя владельца или самого инструмента. «Словиша» стали первой находкой, на основе которой в 1978 году воссоздан вид русских гуслей ранее не известный историкам. Широкой общественности они были представлены в документальном фильме Живые струны (1984) реставратором новгородских музыкальных инструментов В. И. Поветкиным. Другие подобные гусли найдены в Старой Руссе (Новгородская область), польских городах Гданьске (1949:123) и Ополе.
В верхней части лирообразных гуслей имеется характерный сквозной проём для доступа пальцев к струнам со стороны корпуса. Струнодержатель выполнен одним целым с верхней декой и состоит из двух ушек и деревянного стержня, продеваемого в их отверстия:295. При игре инструмент могли располагать вертикально, нижним концом упирая в колено или пояс.
Относятся к разновидности лиры. Близким по конструкции инструментом является германская ротта.

Реконструкции новгородских гуслей
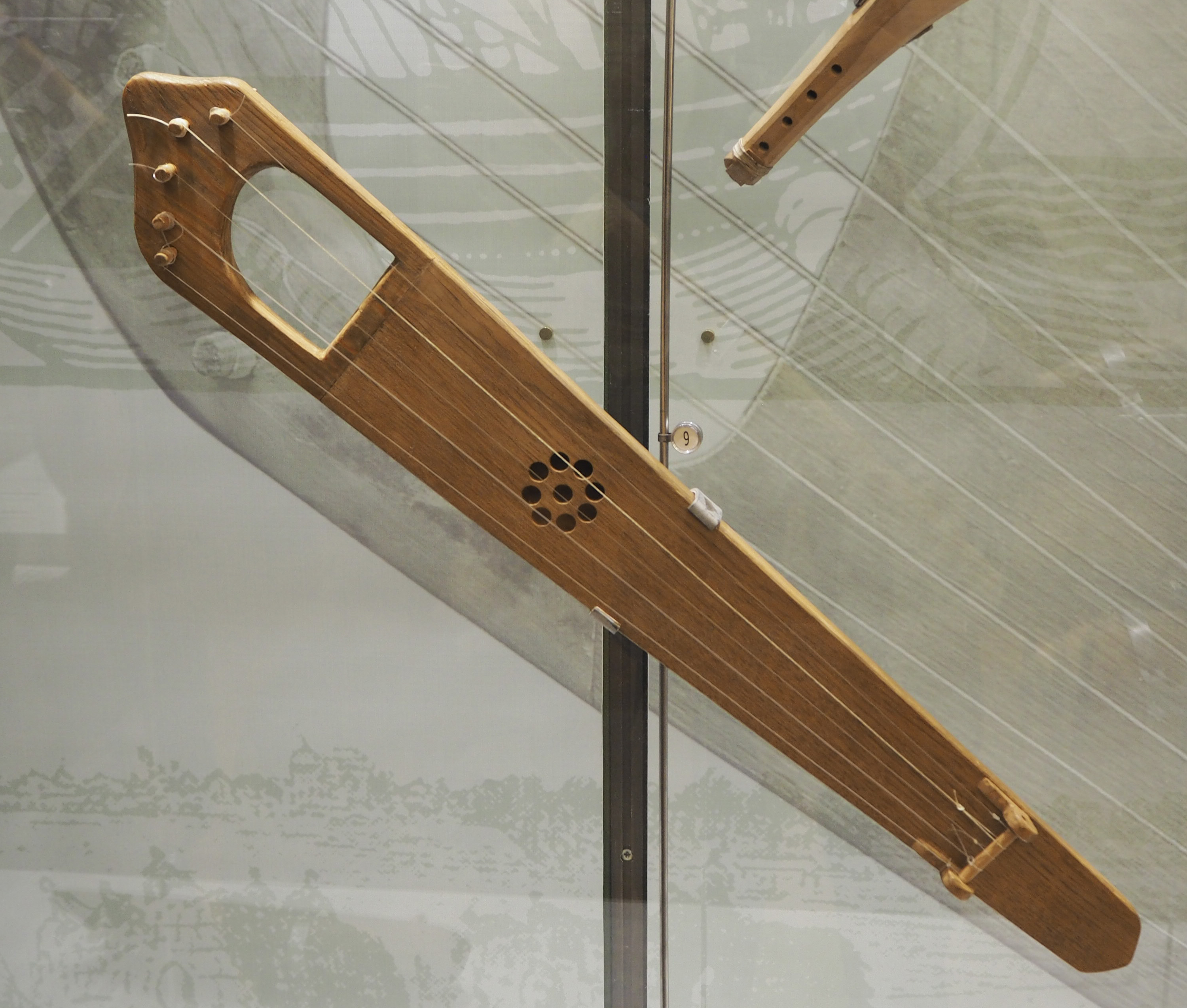
5-струнные «Словиша» XI века, длина 83 см
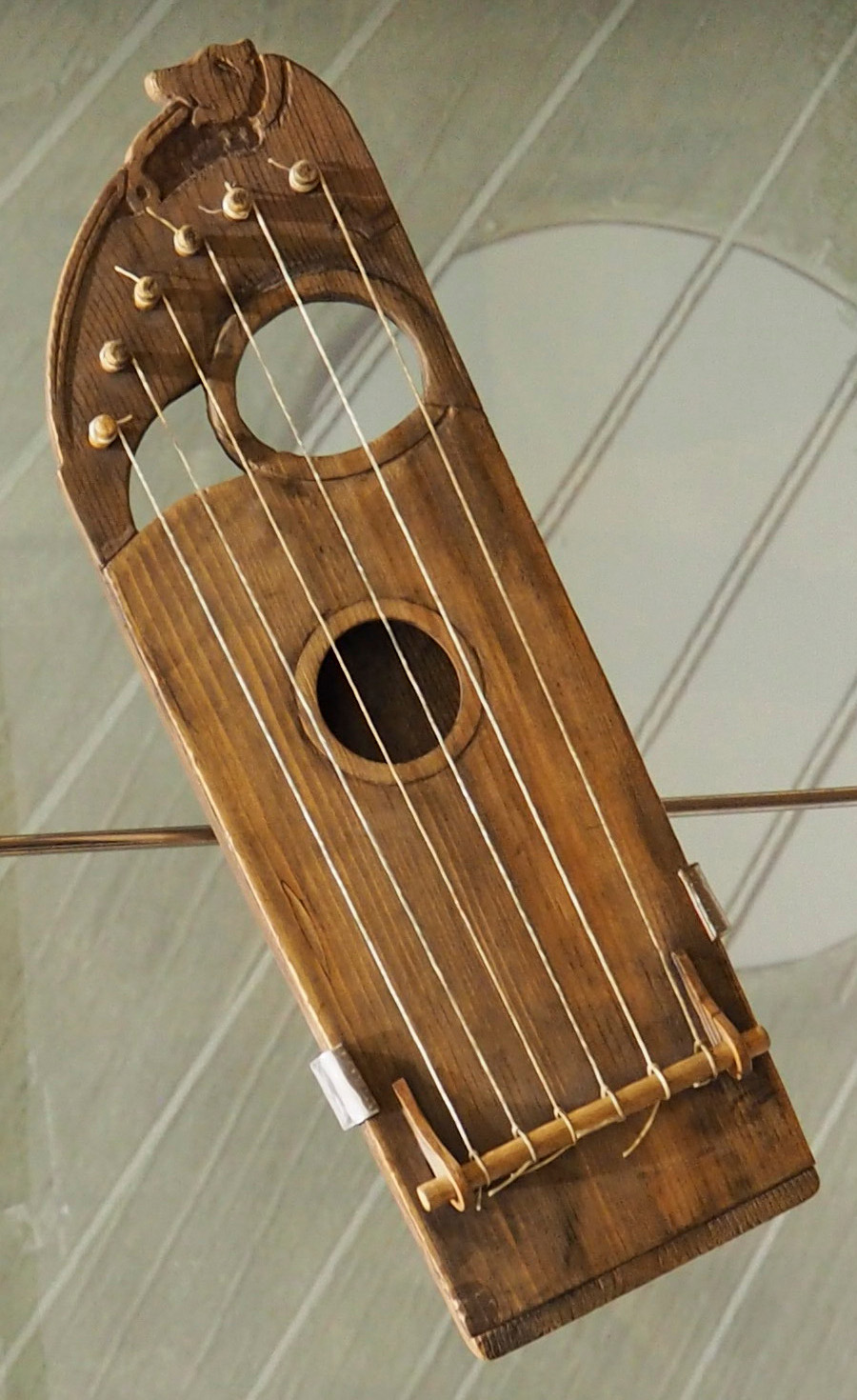
6-струнные гусли XII века, длина 35 см
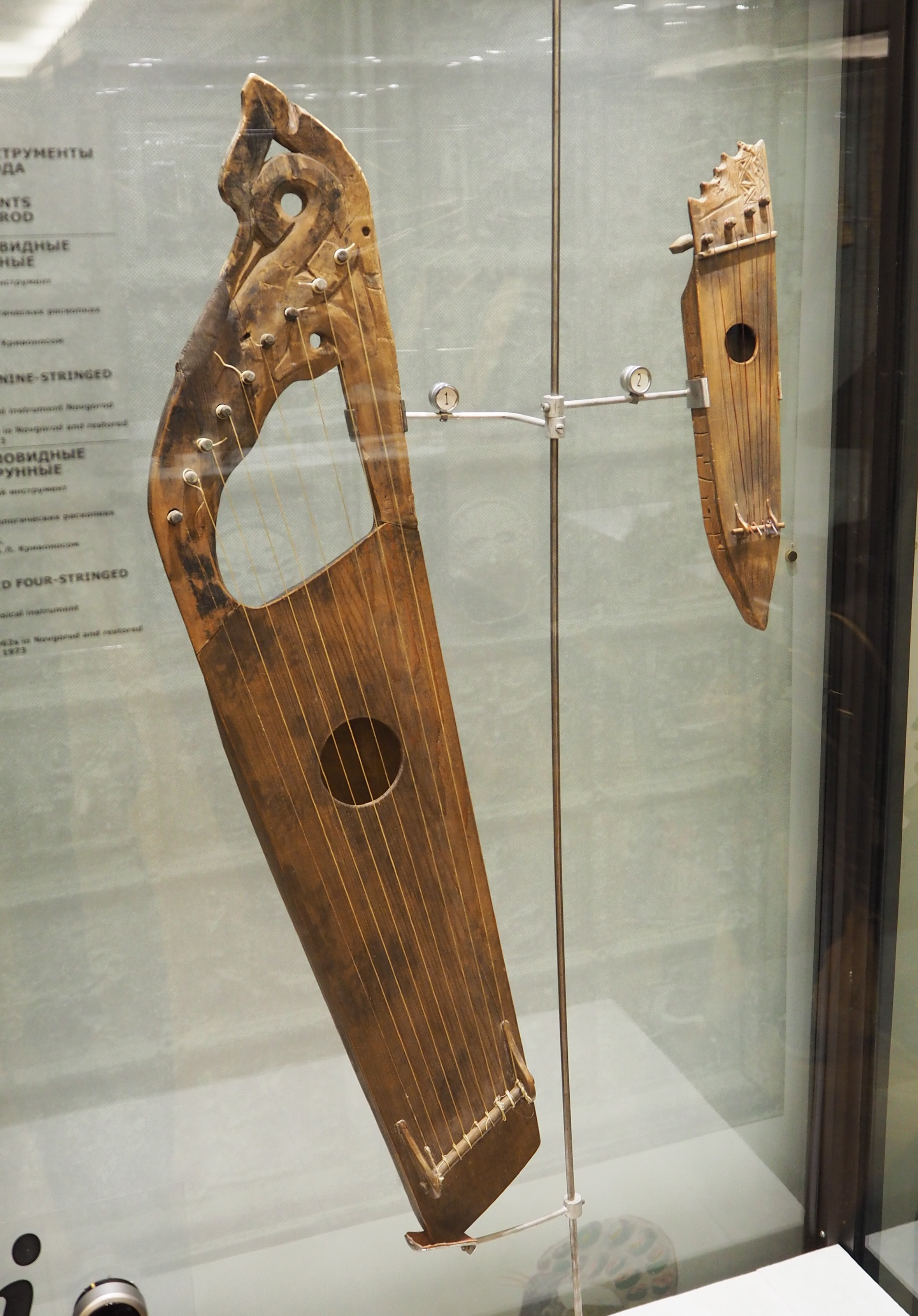
9-струнные гусли XIII века, длина 85 см. Справа 4-струнные гусли XIV века, длина 35 см[16]:363

## Академические звончатые гусли
В первых годах XX века музыкантами О. У. Смоленским и Н. И. Приваловым (1868—1928):61-62 на основе крыловидных гуслей созданы ансамблевые разновидности гуслей, использующиеся в академической музыке. Их отличительной особенностью (и некоторых современных трапециевидных гуслей) является наличие подставки, значительно ускоряющей передачу колебаний от струн к верхней деке. За счёт этого звук получается более торжественный и громкий:300. На гуслях прима 13—17 струн толщиной 0,8—0,5 мм:5. Настраиваются в тональности ля-мажор с нотой ре (D){\displaystyle \sharp } и пропуском до (C){\displaystyle \sharp } в нижней октаве:21:
- Гусли прима (13 струн): Hм D{\displaystyle \sharp }1 E F{\displaystyle \sharp } G{\displaystyle \sharp } A H C{\displaystyle \sharp }2 D E F{\displaystyle \sharp } G{\displaystyle \sharp } A.
- Настройка гуслей альт и пикколо аналогична гуслям прима с соответственно пониженным и повышенным на октаву звукорядом[7].
- Настройка гуслей бас несколько отличается (13 струн): Hк Eб F{\displaystyle \sharp } G{\displaystyle \sharp } A H C{\displaystyle \sharp }м D E F{\displaystyle \sharp } G{\displaystyle \sharp } A H.

## Гусли-псалтирь

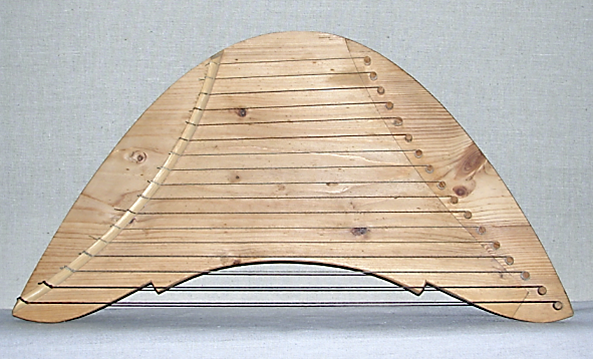
Шлемовидные 17-струнные гусли XIV века из Новгорода (реконструкция из коллекции Центра музыкальных древностей В. И. Поветкина)
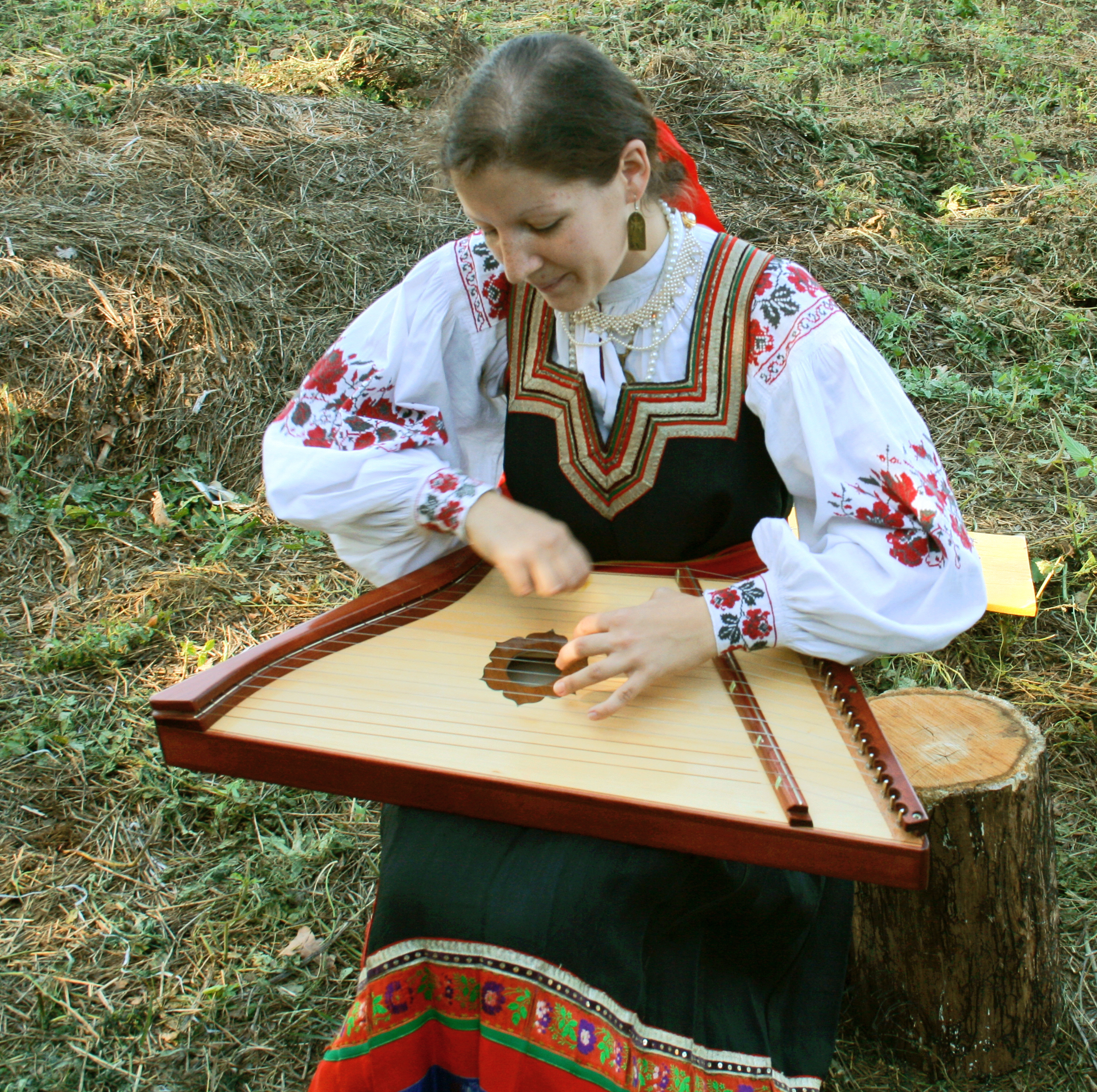
Трапециевидные 19-струнные гусли, сделанные по типу академических

Долгое время в советской и российской историографии доминировало мнение о древнерусском происхождении шлемовидных гуслей или гуслей-псалтири. Позднее появились предположения о заимствовании инструмента этого типа у народов Поволжья. На данном этапе изучения этого вопроса исследователи придерживаются более осторожных взглядов, при этом указывая на возможную взаимосвязь гуслей-псалтиря с западноевропейским псалтериумом.
По мнению историка А. А. Новосельского, на Руси этот вид гуслей был заимствован у западноевропейских народов: на это указывает внешнее сходство и название гуслей-псалтирей с музыкальным инструментом псалтерием. Шлемовидные гусли появились на Руси в XIV веке.
В Великом Новгороде на всех пяти находках с изображением музыкальных инструментов имеется изображение музыканта (гудца) с инструментом типа шлемовидных гуслей.
Исследователи начала XX века отмечали поразительное сходство современных им чувашских и марийских (черемисских) гуслей с изображениями этого инструмента в средневековых русских рукописях (например, в Служебнике XIV века, где в заглавной букве Д представлен человек, играющий на гуслях, и в Макарьевской Четье-Минее 1542 года). На этих изображениях исполнители держат гусли на коленях и зацепляют струны пальцами. Совершенно таким же образом в начале XX века играли на гуслях чуваши и марийцы (черемисы). Струны их гуслей были кишечные. Число их не всегда было одинаково. Псалтиревидные гусли, как полагают, занесены были в Россию греками, а чуваши и марийцы (черемисы) заимствовали этот инструмент от русских. (Возможно у современных им греков и египтян древние израильтяне научились делать струнные инструменты. В результате уже ко временам Давида в древнем Израиле получил распространение псалтерий.)
Описание
Гусли имеют две основные формы корпуса: шлемовидную (полукруглую) и трапециевидную. В отличие от крыловидных гуслей, у гуслей-псалтири струны натянуты параллельно друг другу. Их количество 15—20 и более, с настройкой как у крыловидных. Гусли ставят на колени вертикально или кладут плашмя. Один из приёмов игры заключается в игре мелодии на верхних струнах и аккомпанемента на нижних.

## Стационарные гусли

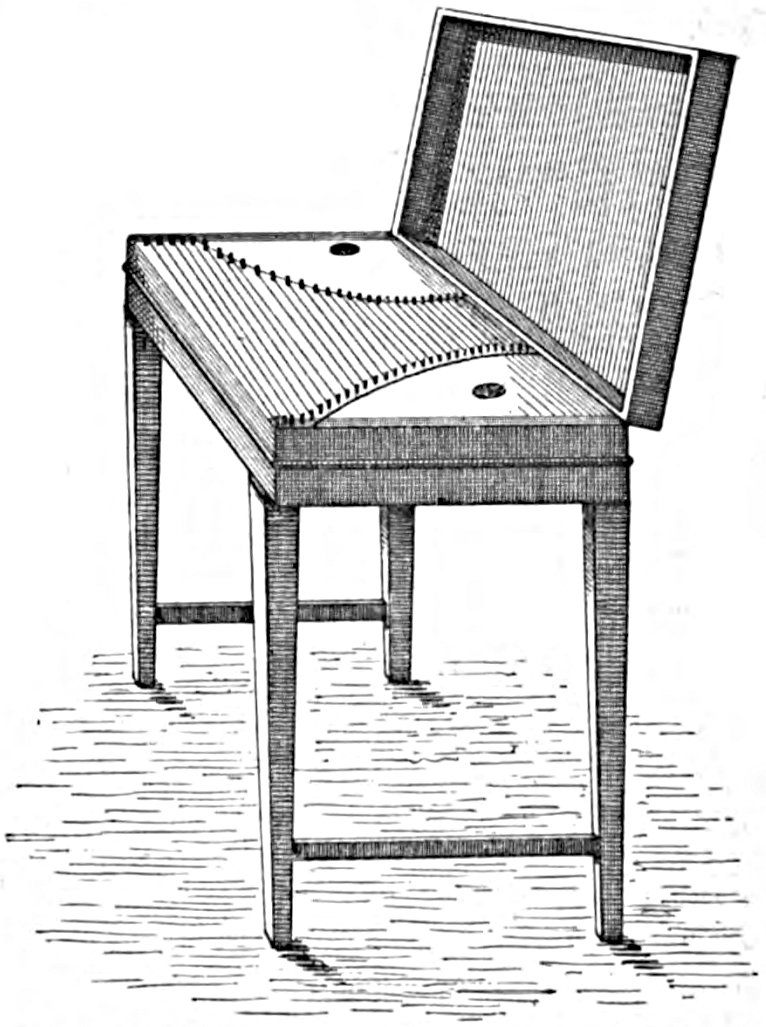
Клавирообразные гусли XIX века

Также клавироподобные, прямоугольные и столообразные. Имеют хроматический звукоряд. Инструмент создан в XVI—XVII веках на основе гуслей крыловидных и шлемовидных. Бытовал и как переносной инструмент, который возлагался горизонтально на колени гусляра. В основном же был распространён как неподвижный инструмент с количеством струн 55—66. Использовались такие гусли в русских домах зажиточных горожан, в том числе среди духовенства, отчего такие гусли также именовались поповскими.
Клавирообразные гусли, встречавшиеся ещё и в начале XX века преимущественно среди русского духовенства, представляли собой усовершенствованный вид псалтиревидных гуслей. Этот инструмент состоял из прямоугольного резонансового ящика с крышкой, который покоился на столике. На резонансовой доске делалось несколько круглых вырезов — голосников, — и к ней прикреплялись два вогнутых деревянных бруска. В один из них ввинчивались железные колки, на которые наматывались металлические струны. Другой же брус играл роль приструнника, то есть служил для прикрепления струн. Клавирообразные гусли имели фортепианный строй, причём струны, соответствующие чёрным клавишам, помещались ниже соответствующих белым клавишам на фортепианной клавиатуре.
Для клавирообразных гуслей существовали ноты и музыкальная школа, созданная в начале XIX века Фёдором Кушеновым-Дмитревским. Им была составлена книга «Школа или самоучитель для гуслей».
Щипковые
Представляют собой большую металлическую раму на ножках. Над декой натянуты струны, располагающиеся на двух уровнях: выше находятся струны Ля мажорной гаммы, ниже — остальные струны хроматического звукоряда. Диапазон 5 октав: от Ля контроктавы до Ля третьей октавы. Струны защипывают обеими руками: левая исполняет аккомпанемент, а правая — мелодию. Используются в оркестре русских народных инструментов.
Клавишные
Созданы Н. П. Фоминым в 1905 году на основе прямоугольных гуслей. Диапазон звучания 4—6 октав: для 4-октавных гуслей — от ля большой октавы до ля третьей; для 5-октавных — от ля контроктавы до ля третьей; для 6-октавных — от ля контроктавы до ля четвёртой. Имеют фортепианную клавиатуру в диапазоне одной октавы: от одной ноты до до следующей (13 клавиш). Нажатие клавиши открывает соответствующие ей по тону струны во всех октавах. Рядом с клавишами располагается педаль, нажатие на которую поднимает демпферы над всеми струнами для возможности исполнения хроматического глиссандо. Левой рукой исполнитель нажимает на клавиши, а правой защипывает струны при помощи кожаного медиатора или, иногда, без него. Основные приёмы игры — арпеджио и глиссандо от нижнего звука к верхнему, редко пиццикато. Используются в оркестре русских народных инструментов в основном как аккомпанирующий инструмент для игры аккордами.